# 富永猿雄
富永 猿雄（とみなが さるお、1879年〈明治12年〉3月 - 1940年〈昭和15年〉6月29日）は、明治から昭和時代戦前の政治家。貴族院多額納税者議員。

## 経歴
熊本県上益城郡白旗村（現・甲佐町）出身。富永弥七郎の長男として生まれ、1912年（大正元年）に家督を相続する。
農業を営み、1913年（大正2年）以降、白旗村会議員、同学務委員などを歴任した。
1918年（大正7年）熊本県多額納税者として貴族院議員に互選され、同年9月29日から1925年（大正14年）9月28日まで務めた。